# Альбука прицветниковая
Альбука прицветниковая (лат. Albuca bracteata) — вид цветковых растений рода Альбука (Albuca) семейства Спаржевые (Asparagaceae).

## Ботаническое описание
Луковичное растение. Луковица гладкая, длиной до 10 см, покрыта восковатым зелёным налётом. Луковица образует дочерние луковички, отделяющиеся от материнской луковицы и дающие начало новым растениям. Листья длинные, до 1 м длиной, сочные, покрытые полосками. 
Соцветие — кисть 70—90 см длиной, содержит множество (50—100) ароматных белых цветков с зеленоватым центром. Цветение с мая по август.

## Распространение
Происходит из Южной Африки, но в настоящее время вид также может быть обнаружен в Средиземноморье, Центральной и Восточной Европе, Западной Азии.

## Хозяйственное значение и применение
Часто выращивается как декоративное растение. Растение очень легко приспосабливающееся, а потому идеально подходит для выращивания в контейнерах. Предпочитает прямое солнце. Субстрат должен быть хорошо дренированным. Выдерживают температуру до -5 °С.
В медицине растёртые листья растения используются для лечения порезов и синяков. По некоторым источникам, медицинский эффект этого растения схож с таковым у алоэ вера.

## Синонимика
- Eliokarmos caudatum (Aiton) Raf.
- Fenelonia bracteata (Thunb.) Raf.
- Loncomelos caudatum (Aiton) Dostál
- Ornithogalum bracteatum Thunb.
- Ornithogalum caudatum Aiton
- Ornithogalum longibracteatum Jacq.
- Ornithogalum massonii J.F.Gmel.
- Ornithogalum scilloides Jacq.
- Stellarioides longibracteata (Jacq.) Speta
- Urginea mouretii Batt. & Trab.
- Urophyllon caudatum (Aiton) Salisb.[3]